# 和歌山都市圏
和歌山都市圏（わかやまとしけん）とは、和歌山県北部に位置する和歌山市を中心とした都市圏のこと。京阪神大都市圏（1.5% 通勤圏）の南に隣接し、大阪の経済圏に含まれる。

## 定義

### 「10% 都市圏（通勤圏）」

和歌山都市圏（都市雇用圏）の範囲

2010年国勢調査の基準では和歌山市を中心都市とした5市1町で都市雇用圏を構成し、2015年の人口は569,758人である。一般的な都市圏の定義については都市圏を参照のこと。
都市雇用圏（10% 通勤圏）の変遷
- 都市雇用圏を構成しない自治体は、各統計年の欄で灰色かつ「-」で示す。

| 自治体 ('80) | 1980年                   | 1990年                   | 1995年                   | 2000年                   | 2005年                   | 2010年                   | 自治体 （現在） |
| ------------ | ------------------------ | ------------------------ | ------------------------ | ------------------------ | ------------------------ | ------------------------ | --------------- |
| 有田市       | -                        | -                        | -                        | -                        | 和歌山 都市圏 59万2026人 | 和歌山 都市圏 58万4852人 | 有田市          |
| 和歌山市     | 和歌山 都市圏 56万6668人 | 和歌山 都市圏 56万7557人 | 和歌山 都市圏 57万5732人 | 和歌山 都市圏 57万3308人 | 和歌山 都市圏 59万2026人 | 和歌山 都市圏 58万4852人 | 和歌山市        |
| 岩出町       | 和歌山 都市圏 56万6668人 | 和歌山 都市圏 56万7557人 | 和歌山 都市圏 57万5732人 | 和歌山 都市圏 57万3308人 | 和歌山 都市圏 59万2026人 | 和歌山 都市圏 58万4852人 | 岩出市          |
| 打田町       | 和歌山 都市圏 56万6668人 | 和歌山 都市圏 56万7557人 | 和歌山 都市圏 57万5732人 | 和歌山 都市圏 57万3308人 | 和歌山 都市圏 59万2026人 | 和歌山 都市圏 58万4852人 | 紀の川市        |
| 粉河町       | 和歌山 都市圏 56万6668人 | 和歌山 都市圏 56万7557人 | 和歌山 都市圏 57万5732人 | 和歌山 都市圏 57万3308人 | 和歌山 都市圏 59万2026人 | 和歌山 都市圏 58万4852人 | 紀の川市        |
| 那賀町       | 和歌山 都市圏 56万6668人 | 和歌山 都市圏 56万7557人 | 和歌山 都市圏 57万5732人 | 和歌山 都市圏 57万3308人 | 和歌山 都市圏 59万2026人 | 和歌山 都市圏 58万4852人 | 紀の川市        |
| 桃山町       | 和歌山 都市圏 56万6668人 | 和歌山 都市圏 56万7557人 | 和歌山 都市圏 57万5732人 | 和歌山 都市圏 57万3308人 | 和歌山 都市圏 59万2026人 | 和歌山 都市圏 58万4852人 | 紀の川市        |
| 貴志川町     | 和歌山 都市圏 56万6668人 | 和歌山 都市圏 56万7557人 | 和歌山 都市圏 57万5732人 | 和歌山 都市圏 57万3308人 | 和歌山 都市圏 59万2026人 | 和歌山 都市圏 58万4852人 | 紀の川市        |
| 海南市       | 和歌山 都市圏 56万6668人 | 和歌山 都市圏 56万7557人 | 和歌山 都市圏 57万5732人 | 和歌山 都市圏 57万3308人 | 和歌山 都市圏 59万2026人 | 和歌山 都市圏 58万4852人 | 海南市          |
| 下津町       | 和歌山 都市圏 56万6668人 | 和歌山 都市圏 56万7557人 | 和歌山 都市圏 57万5732人 | 和歌山 都市圏 57万3308人 | 和歌山 都市圏 59万2026人 | 和歌山 都市圏 58万4852人 | 海南市          |
| 野上町       | 和歌山 都市圏 56万6668人 | 和歌山 都市圏 56万7557人 | 和歌山 都市圏 57万5732人 | 和歌山 都市圏 57万3308人 | 和歌山 都市圏 59万2026人 | 和歌山 都市圏 58万4852人 | 紀美野町        |
| 美里町       | -                        | -                        | -                        | -                        | -                        | 和歌山 都市圏 58万4852人 | 紀美野町        |

- 2005年4月1日：（旧）海南市と海草郡下津町と対等合併して（新）海南市となった。
- 2005年11月7日：那賀郡打田町、粉河町、那賀町、桃山町、貴志川町の5町が合併して紀の川市となった。
- 2006年1月1日：海草郡野上町と美里町が合併して紀美野町となった。
- 2006年4月1日：岩出町が市制施行して岩出市となった。

## 交通網

### 鉄道
JR西日本
- 阪和線
- 和歌山線
- 紀勢線

私鉄
- 南海本線
- 南海加太線
- 和歌山電鐵貴志川線

### 主な道路
高速道路
- 阪和自動車道
- 京奈和自動車道

一般道路
- 国道24号
- 国道26号
- 国道42号
- 県道粉河加太線
- 県道新和歌浦梅原線
- 県道西脇梅原線
- 県道和歌山貝塚線
- 県道岬加太線